# Henry Austin
Pour les articles homonymes, voir Austin.
Henry Wilfred (Bunny) Austin est un joueur britannique de tennis né le 20 août 1906 à Londres (South Norwood, District londonien de Croydon), et mort le 20 août 2000 à Londres (Coulsdon, District londonien de Croydon). Il est membre du International Tennis Hall of Fame depuis 1997. Il est aussi connu pour avoir introduit plusieurs innovations dans le tennis, dont une nouvelle forme de raquette et le port du short dans le tennis anglais. Avec Fred Perry, il est l'animateur de l'équipe d'Angleterre vainqueur de la Coupe Davis en 1933, 1934, 1935 et 1936, série de quatre victoires mettant fin à six ans de domination française sur l'épreuve. 
Il fut le dernier Britannique à atteindre la finale de Wimbledon (en 1938) avant qu'Andy Murray n'égale sa performance en 2012, soit 74 ans plus tard, et le dernier vainqueur britannique du tournoi de tennis du Queen's (en 1938 également) avant Andy Murray (en 2012 également). 

## Biographie
Né dans un milieu aisé,le jeune Henry Austin fut élevé à South Norwood, un quartier de Londres située dans le district de Croydon. Le surnom de « Bunny » provient d'un comic strip paraissant dans le Daily Mirror, Pip, Squeak and Wilfred, où Wilfred, qui est aussi le 2e prénom d'Henry, est un jeune lapin aux longues oreilles. Encouragé par son père qui était déterminé à faire de son fils un sportif, Henry s'inscrivit au Tennis Club de Norhurst à l'âge de six ans. Sa sœur Joan Austin devint d'ailleurs aussi une tenniswoman de haut niveau, atteignant la finale du double dames à Wimbledon en 1923.
Bunny Austin étudia d'abord l'histoire à Pembroke College (Cambridge).
Alors qu'il est encore étudiant, en 1926, il atteint la demi-finale du double messieurs au tournoi de Wimbledon.
En 1932, il décida que la tenue traditionnelle du tennisman, notamment le pantalon de flanelle, le handicapait trop. Il fit l'acquisition d'un short qu'il porta au tournoi de Forest Hills puis à Wimbledon, où il fut le tout premier à porter cette tenue. Le monde du tennis fut très rapidement conscient que ni le roi George V ni la reine Mary, qui assistaient aux matchs, n'avaient fait la moindre objection, et l'usage du short se répandit dès lors très rapidement parmi les tennismen et même parmi les tenniswomen à l'initiative de l'Américaine Helen Hull Jacobs.
Il fut aussi pionnier dans le domaine des raquettes, mettant au point la « streamline », une raquette avec manche en Y censée améliorer l'aérodynamique. Cette raquette mise au point avec le fabricant Hazells suscita la moquerie et fut comparée à une raquette à neige. Après la retraite d'Austin, ce type de raquette tomba dans l'oubli avant de refaire surface à la fin des années 1960.  
Il épousa en 1931 l'actrice Phyllis Konstam, très connue à l'époque, et le couple devint l'un des plus populaires dans la presse et le public britannique ; il l'avait rencontrée sur un paquebot transatlantique alors qu'il se rendait aux États-Unis pour participer  à l'US Open. Il fut l'ami de Charlie Chaplin, Daphne du Maurier, Ronald Colman et Harold Lloyd.
Bunny Austin et son épouse se sont engagés et ont soutenu toute leur vie le Réarmement moral, mouvement lancé par l'Américain Frank Buchman pour « rallier les forces positives de tous les pays » face à la course aux armements et à la montée des risques de guerre, notamment en activant les mécanismes de changement personnel et du dialogue. Cet engagement devint une occupation à plein temps après la retraite sportive de Bunny en 1939. Se trouvant à ce titre aux États-Unis lors du début de la guerre, il s'engagea sur place dans l'Armée de l'air américaine. Au cours de cette période, les médecins américains diagnostiquèrent chez lui un syndrome de Gilbert, apportant ainsi une explication à certains accès de fatigue qu'il avait ressentis sur le court.
Henry Austin meurt le 20 août 2000, jour de son 94e anniversaire, après un tour d'honneur à Wimbledon en 2000 également. Leurs deux enfants, Jennifer et John, leur survivent.

## Palmarès en simple
- Internationaux de France : finaliste en 1937, Demi-finaliste en 1935, Quart de finaliste en 1934 et 1936
- Wimbledon : finaliste en 1932-1938
- Tournoi de tennis du Queen's : vainqueur en 1938

## Palmarès en double mixte
- Internationaux de France : finaliste en 1931
- Wimbledon : finaliste en 1934
- US Open : finaliste en 1929

## Publications
Bunny Austin est l'auteur de plusieurs ouvrages :
- H.W. Austin, Moral Rearmament, the Battle for Peace (Le réarmement moral, la bataille pour la paix), éditeur : William Heinemann, Londres, 1938, code ASIN: B000SEB23W
- H.W. Austin, 'Bunny' Austin looks at war (Bunny Austin sur la guerre), éditeur : Friends peace committee, Londres, 1955, code ASIN: B000LF7LPQ
- H.W. Austin et Ph. Konstam, A Mixed Double (Un double mixte, autobiographie du couple Austin-Konstam), éditeur:  Chatto and Windus, Londres, 1969
- H.W. Austin, To Phyll with Love (À Phyllis, tout mon amour), éditeur : Initiatives of Change, Londres , 1979, 105 pages  (ISBN 9780901269423)